# Phrurolithus
Phrurolithus är ett släkte av spindlar som beskrevs av Carl Ludwig Koch 1839.
Phrurolithus ingår i familjen flinkspindlar.

## Dottertaxa tillPhrurolithus, i alfabetisk ordning[1][2]
- Phrurolithus absurdus
- Phrurolithus adjacens
- Phrurolithus aemulatus
- Phrurolithus alatus
- Phrurolithus apacheus
- Phrurolithus apertus
- Phrurolithus approximatus
- Phrurolithus banksi
- Phrurolithus bifidus
- Phrurolithus callidus
- Phrurolithus camawhitae
- Phrurolithus catalinius
- Phrurolithus claripes
- Phrurolithus coahuilanus
- Phrurolithus concisus
- Phrurolithus connectus
- Phrurolithus coreanus
- Phrurolithus corsicus
- Phrurolithus daoxianensis
- Phrurolithus debilis
- Phrurolithus dianchiensis
- Phrurolithus diversus
- Phrurolithus dolius
- Phrurolithus duncani
- Phrurolithus emertoni
- Phrurolithus faustus
- Phrurolithus festivus
- Phrurolithus flavipes
- Phrurolithus florentinus
- Phrurolithus foveatus
- Phrurolithus goodnighti
- Phrurolithus hamdeokensis
- Phrurolithus hengshan
- Phrurolithus insularis
- Phrurolithus kastoni
- Phrurolithus kentuckyensis
- Phrurolithus labialis
- Phrurolithus leviculus
- Phrurolithus luppovae
- Phrurolithus minimus
- Phrurolithus nemoralis
- Phrurolithus nigrinus
- Phrurolithus nipponicus
- Phrurolithus oabus
- Phrurolithus palgongensis
- Phrurolithus paludivagus
- Phrurolithus parcus
- Phrurolithus pennatus
- Phrurolithus pinturus
- Phrurolithus pipensis
- Phrurolithus portoricensis
- Phrurolithus pullatus
- Phrurolithus pygmaeus
- Phrurolithus qiqiensis
- Phrurolithus revolutus
- Phrurolithus schwarzi
- Phrurolithus shimenensis
- Phrurolithus similis
- Phrurolithus singulus
- Phrurolithus sinicus
- Phrurolithus sordidus
- Phrurolithus spinosus
- Phrurolithus splendidus
- Phrurolithus szilyi
- Phrurolithus tamaulipanus
- Phrurolithus tepejicanus
- Phrurolithus umbratilis
- Phrurolithus wallacei
- Phrurolithus zhejiangensis